# ابراهیم معروفی
ابراهیم معروفی (عربی: ابراهيم معروفي؛ زادهٔ ۱۸ ژانویهٔ ۱۹۸۹) بازیکن فوتبال اهل بلژیک است.
از باشگاه‌هایی که در آن بازی کرده‌است می‌توان به باشگاه ورزشی مغرب فاسی، باشگاه فوتبال اینتر میلان، باشگاه فوتبال ویچنزا، باشگاه فوتبال مشلان، باشگاه فوتبال الوداد کازابلانکا، باشگاه فوتبال اوپن، باشگاه فوتبال ام‌وی‌وی ماستریخت، باشگاه فوتبال پارسه و باشگاه فوتبال توئنته اشاره کرد.
وی همچنین در تیم‌های ملی فوتبال زیر ۲۱ سال بلژیک و زیر ۲۳ سال مراکش بازی کرده‌است.